# 高麗語 (中世語)
高麗語（こうらいご）は、高麗王朝時代（918年 - 1392年）に同王朝の領域内で使用されていた言語である。

## 概要
具体的にどのような言語が使用されていたかについては、資料的な制約のため中期朝鮮語ほど詳らかにされていないが、『鶏林類事』や『救急郷薬方』といった数少ない高麗語資料を見る限り、基本的には新羅語の流れを汲む言語であったと考えてよさそうである。ただし、語彙の上では高句麗語と共通するものも少数含まれていることから、高句麗語の影響も受けていることは確かである。
もともと高麗は統一新羅の支配していた旧高句麗領から起こった王朝であり、都の開京も旧高句麗領に位置するので、同地の言語には高句麗語の影響が色濃く残っており、それが高麗時代になっても一部の語彙に残存したものであろう。ただしこれらの高句麗語系語彙のほとんどは、時の経過とともに順次新羅語系語彙に置き換えられていったようである。
韓国の言語学界では、高麗語は前期中世語という扱いを受けている。
他方、計量比較言語学による解析結果によれば、高句麗語はかなり新羅語と遠いということもわかってきている。ただし、これらの比較の手法は、ヨーロッパ語族の分岐の研究でかなり正当性が高いとされているが、アジア系言語での検証はまだ実証されているわけではない。